# عبد النبي الشعلة
عبد النبي الشعلة هو رئيس مجلس إدارة شركة الفنار للاستثمار القابضة وجريدة البلاد حالياً وكان وزير العمل والشؤن الاجتماعية في الفترة 1995م - 2002، :وزير الدولة برئاسة مجلس الوزراء "لمملكة البحرين في الفترة 2002 - 2005″